# クイズグランプリ
『クイズグランプリ』は、1970年3月30日から1980年12月26日までフジテレビ系列局で放送されていたフジテレビ制作のクイズ番組である。
初回からカラー放送を行っていた。

## 放送概要
- 司会：小泉博
- アシスタント：菊地洋子、岩崎美智子、岡まゆみ、山口麻紀、清水洋子、真保富美子 ほか
- 出題ナレーター：丘かおる、山内槙子 ほか
- 構成：藤井剛彦
- オープニングテーマ音楽：不明 → 細野晴臣（「北京ダック」のアレンジ。1975年10月頃[いつ?] - 最終回）
- 制作協力：フジ・ポニー　→　フジ制作

## 放送時間
- 月曜 - 土曜 19:30 - 19:45 （1970年3月30日 - 1974年9月28日）
- 月曜 - 金曜 19:30 - 19:45 （1974年9月30日 - 1980年12月26日）

## 基本ルール
番組自体はアメリカのクイズ番組『ジェパディ!』を下地にしている。
毎日、一般の視聴者5人が解答者として出演。6つのジャンル（「スポーツ」「芸能・音楽」「文学・歴史」「社会」「科学」、そして「スペシャル」問題（＝上記5項目以外から日替わり。後期は「ノンセクション」に固定））それぞれに10点から50点の問題が用意されており、各ジャンルで残っている中で最も点数の低い問題が出される。例えば、スポーツの10点の問題が残っている状態では、スポーツの20点から50点の問題は選べない。そのジャンルの10点の問題が出題された次以降に20点の問題が選べるようになり、以下同様に順番に選択できるようになる。問題の指定は解答者が「文学・歴史の10」などと言って行う。原則として、点数が低めの問題では一般常識に近いレベルの問題が出題されやすいが、点数が高めの問題では深い知識が問われる問題が出題されやすい。
問題は全て早押し形式で、正解すればその表示得点が加算される。不正解ならばその点数が減点される（0点以下はマイナスが付いて表示される）。また、早押しは先着2名まで有効で、一番早く押した解答者が不正解ならば2番目に押した解答者に解答権が回る。
最初の問題だけは司会者が選び（通常はスペシャルの10）、以降は原則として正解した解答者が選べる。誰も押さなかった問題の次の問題は、その前の問題の正解者の画面上で右隣の解答者（一番右の解答者の次は一番左の解答者）が選ぶ。誤答が出て正解者がいない場合は、誤答した解答者の右隣の解答者が選ぶ。
問題のカードには「チャンスカード」が2枚隠されており、これは引いた解答者だけに解答権がある（引くとチャイムが鳴る）。チャンスカードの問題では、解答者は自分の持っている得点のうち10点単位で点数を賭ける。ただし、得点が50点以下の場合最大50点まで賭けられる。正解すれば賭け点が得点として加算、誤答した場合は賭け点分減点される。
全ての問題を消化した時点でクイズは終了。最も得点が高い解答者がチャンピオンとなり、チャンピオン大会への出場権が与えられる。
| スポーツ | 芸能・音楽 | 文学・歴史 | 社会 | 科学 | スペシャル |
| -------- | ---------- | ---------- | ---- | ---- | ---------- |
| 10       | 10         | 10         | 10   | 10   | 10         |
| 20       | 20         | 20         | 20   | 20   | 20         |
| 30       | 30         | 30         | 30   | 30   | 30         |
| 40       | 40         | 40         | 40   | 40   | 40         |
| 50       | 50         | 50         | 50   | 50   | 50         |

なおチャンピオン大会等では、「スペシャル問題」が「ノンセクション」というジャンルに変わる。また、点数も20点単位となり、20〜100点となる。チャンスカードはなし。チャンピオン大会に出場した解答者席には全員にチャンピオントロフィーが左側に添えられる。優勝するとヨーロッパ旅行獲得となり、セット中央で目録と旅行バッグが授与される。
| スポーツ | 芸能・音楽 | 文学・歴史 | 社会 | 科学 | ノンセクション |
| -------- | ---------- | ---------- | ---- | ---- | -------------- |
| 20       | 20         | 20         | 20   | 20   | 20             |
| 40       | 40         | 40         | 40   | 40   | 40             |
| 60       | 60         | 60         | 60   | 60   | 60             |
| 80       | 80         | 80         | 80   | 80   | 80             |
| 100      | 100        | 100        | 100  | 100  | 100            |

当初は月曜から金曜まで予選とし、各曜日のチャンピオンが土曜日のチャンピオン大会に出場、そこでチャンピオンとなった人がヨーロッパ旅行を獲得した。ただし野球中継などで放送が休止になった場合は一日分ずれこむ形をとった（例：土曜日が休みの場合、翌週月曜にチャンピオン大会を実施）。
土曜の放送が廃止された1974年10月からは、月曜から木曜のチャンピオンと2位の最高得点者が金曜日のチャンピオン大会に出場するようになった。
1979年12月放送分で毎日チャンピオンになった解答者にヨーロッパ旅行獲得のチャンスが与えられるという「即決・即答ヨーロッパシリーズ」と銘打ったルールが短期間で試験的に行われた。このチャンスは2問あり、1問目は漢字を使った判じ絵を見て答えるクイズ「漢字クイズ」。2問目は一問多答の問題に対し、制限時間15秒以内に指定された個数の答えを言う「タイムリミットクイズ」。2問とも正解すれば天井から風船と紙吹雪が降りヨーロッパ旅行獲得。チャンピオンがこのチャンスクイズに失敗した場合、その解答者は翌日にも続けて出場して、そこでもチャンピオンになれば再びヨーロッパ旅行のチャンスクイズに挑戦できる。チャンピオンになっての連続出場は3回まで。連続出場する解答者には出場回数に応じてレイが掛けられる（3日連続出場してそれまでの2日にチャンピオンになっていればレイは2本掛けられることになる）。なお第2問目はシンキングタイム中にアニメテロップがあり、解答開始3秒後に正解するたびにキャラが12段のタラップを1段ずつ上がっていき、全部正解すると飛行機が円を描くように飛んで、飛行機の煙が「ヨーロッパおめでとう」の文字に変わる。逆にタイムアップだとキャラがタラップから落ちて、そのまま飛行機が飛んでいく。視聴者から好意的な大反響を呼んだため、1980年1月放送分から正式に採用された。

### スペシャル大会
末期に賞金100万円を賭けたスペシャル大会が行われた事があった。出場者はペア8組。
ジャンルは普段と同じ（「スペシャル」は「ノンセクション」）だが、点数は無し。解答者は上から1枚ずつ指定し、出された問題に答える。1問正解で1000円獲得。以後正解のたびに賞金が倍々になり（1000円→2000円→4000円…）、計11問正解で100万円（厳密には102万4000円だが当時の公正取引委員会の規定上100万円まで。さらに所得税分は差し引き）獲得。ただし、間違えると賞金は没収（後に半分没収に変更）。そして4問不正解で失格&退場となる。

### 以降のルール変更
番組末期には、ペア4組による対戦となった。
| スポーツ | 芸能・音楽 | 文学・歴史 | 社会 | 科学 | ノンセクション |
| --- | ---------- | ---------- | ---- | ---- | -------------- |
| 10 | 10         | 10         | 10   | 10   | 10             |
| 30 | 30         | 30         | 30   | 30   | 30             |
| 50 | 50         | 50         | 50   | 50   | 50             |
| JP | JP         | JP         | JP   | JP   | JP             |
| 100 | 100        | 100        | 100  | 100  | 100            |
| ルール変更の際、右端のジャンルはノンセクションに固定され、チャンスカードは廃止された模様。 (JP) はジャックポットチャンスのカード。 |            |            |      |      |                |

最初に解答者の紹介を兼ね、10点の問題を各組に1問ずつ出題する。出題が一巡すると、問題が2問余るので、余った問題は後述する「ヨーロッパクイズ」とされた。その後は、30点の最初の問題を司会者の小泉が選び、その後は原則として正解した解答者が問題を選べる。30点の問題が6問全て終わると、同様に50点の問題を6問出題する。50点の問題が全て終わると、後述するジャックポットチャンスを行い、その後クイズに戻り、100点の問題を出題する。100点の問題は、得点のキャリーオーバー制が採られ、正解が出なかった問題については、得点が次の問題に加算される。全ての問題が終了した時点で、合計得点の上位2組が勝ち抜きとなり、下位2組は小泉より「涙の失格」と告げられる。勝ち抜き組は次回以降、その証としてシルクハット（1日勝ち抜きは通常の大きさ。2日勝ち抜きは縦に2倍の長さ）を被って出場する。3日連続で勝ち抜くと、ヨーロッパ旅行を賭けたヨーロッパクイズに挑戦する。

#### ジャックポットチャンス
時期によってルールが異なる。
前期
50点の最後の問題に正解した組が、ジャックポットチャンスに挑戦する。それぞれのパネルには50点が4枚、100点が2枚隠されており、挑戦する組が直前に正解した問題のすぐ下のパネルをまず開き、挑戦する組は、隣のパネルから順に、そのパネルが50点か100点かを言い当てる。全て的中すれば合計400点を獲得。途中で失敗しても、それまでに開けたパネルの得点の合計が獲得できる。
後期
後期は他の問題と同じ方式のクイズとなり、得点がシークレットとなっているのが異なる。それぞれのパネルには10点、30点、50点、70点が各1枚ずつ、100点が2枚隠されており、正解すればその得点が加算、不正解ならば減点される。

#### ヨーロッパクイズ
3日連続で勝ち抜いた組は、ヨーロッパクイズに挑戦することができる。問題は2人がそれぞれ解答する書き問題で、出題の前に衝立が設けられた。挑戦する組は、残っていた10点の問題からいずれか1つを選び、2人がそれぞれフリップに答えを書く。2人とも正解ならばペアでヨーロッパ旅行を獲得、どちらか1人だけ正解の場合は、正解した人だけが旅行を獲得できる。
なお、ヨーロッパ旅行は、獲得者本人が仕事や病気、身内の不幸等で参加不可能な場合は、代理参加（配偶者および兄弟姉妹、父母に限定。費用の割り増しあり）が可能だった。また、旅行は東急観光（現・東武トップツアーズ）が担当していた。

#### その他の副賞
各解答者には獲得した得点に応じて、10点につき1000円の賞金が与えられる。
また、全ての解答者には提供スポンサー各社からの商品が「参加賞」として贈呈される。チャンピオン大会に進出した優勝者以外の出場者にはヨーロッパ名勝地の絵画が贈呈される。

## 関連グッズ
クイズグランプリゲーム
タカラ（現・タカラトミー）発売のボードゲーム『スクールパンチ』の新シリーズで、人気テレビ番組をゲーム化した『TVシリーズ』の1つである。ジャンルは通常と同じだが、「スペシャル」は「ノンセクション」となり、チャンスカードも用意されている。描かれている解答者は4名（番組では5名）で、「山本浩一」・「木樹希羅良」（きききらら）・「西郷ひろみ」・「渡辺真佐子」と著名人をもじっている。答えがすべて数字になっていて、手元に配られたカードと加減乗除を駆使して正解の数字を作るシステム（高得点の問題は指定された枚数以上のカードを使わなければならない）。
書籍
番組で出された問題やエピソードを記載した関連書籍全5集が、1974年から1979年にかけてサンケイ出版から順次出版された。

## 備考
- 先述の通りプロ野球中継の時は休止されたが、『FNS歌謡祭』などの他の特番の時も休止された。一方年末年始は大晦日（12月31日）や元日（1月1日）[注釈 1]の時に休止するのが多く、1970年代中期までは（元日を除く）松の内はもとより、正月三が日や12月30日などに当たっても放送された事があり、特に1972年は唯一元日に放送された[注釈 2]。
- 得点用電光掲示板の表示方式は、『新春スターかくし芸大会』『ものまね王座決定戦』『オールスター紅白大運動会』などの他のフジテレビ系番組でも見られたものと同じである。なお、出場者の得点は出場者席真向かいの問題パネル台の下部にも表示されていたため、出場者も現在の得点を見ることが出来た[2]。
- クイズの問題はパネルの板に印刷されていた。それゆえに、問題を読み上げ始めた直後に早押しボタンが押されることが多かった。問題替え及び得点チェックは全て舞台裏のスタッフ50人前後の人力で行った[2]。
- 問題のパネルが出る前に、小泉は決まって「大いに好ゲームを期待いたしましょう!」と述べていた。
- 問題の読み上げは問題文がパネルに全て書かれていたため、たとえ途中で早押しボタンが押されても最後まで読み上げられるのも大きな特徴のひとつであった。ただし放送時間の関係上、問題読み上げ後のシンキングタイムは2秒程度と非常に短かった。また、問題の解説やフォローについては、正解者が出なかった場合に出題ナレーターが正解をアナウンスするぐらいで、それ以外の解説やフォローは基本的に一切なかった。
- アシスタントは、女子大学生によって行なわれた[3]。
- パネルが残り1枚になると、非常用のハンドベルが鳴らされた。
- 子供大会や高校生大会も行われていた。高校生大会では一般常識問題が数多く出題された。解答者は一流進学校の生徒が多かったことは後年の同種の番組と変わりなかったが、彼らは真面目に解答をし、優勝しても特に大喜びすることもなかった。1979年5月放送の高校生大会では、後にテレビクイズ14冠王となった道蔦岳史が初めて優勝した。
- 大阪で日本万国博覧会が開催された1970年には万国博ホールで公開収録を行ったことがある[4]。
- この番組が放送されていた1970年代は、放送用VTRが2インチ規格で機器・テープとも高価な上に操作・編集も煩雑だったことや、著作権法上番組の資料保存が安易に行えなかったこと、加えて1回当たりの放送時間も約15分と短かったことから、放送のたびに映像は原則として上書き消去されていた。2022年9月29日に放送されたフジテレビ「私のバカせまい史SP」によるとアーカイブ室に保存されている映像は1979年5月1日〜3日放送分および同年8月2日放送分の4本である。1979年5月3日放送の高校生大会決勝は神奈川県横浜市の放送ライブラリーで視聴可能である。
- 往年の人気クイズ番組だったこともあり、『とんねるずのみなさんのおかげでした』などのバラエティ番組でパロディ化された。『とんねるずのみなさんのおかげでした』では解答席が同時期に放送された『ダイビングクイズ』の滑り台となっており、解答者がお手付きをするごとに滑り台が傾き（しかも高得点の問題ではより速く傾いた）、滑り落ちた時点で失格という企画が行われた。
- 1987年3月20日に『金曜おもしろバラエティ』枠で放送された『ぼくら冒険王』（司会：渡辺徹・山田邦子）の中で、番組の1コーナーとしてクイズグランプリの復刻版が行われている。そのときのコーナー司会は渡辺と山田で、出場者は鉄腕アトムと快傑ライオン丸、露木茂（当時フジテレビアナウンサー）と間下このみ、田代まさしと今井美樹、ラサール石井、江木俊夫とマグマ大使の計5組、出題者は日髙のり子だった。そしてジャンルも、同番組が「テレビ番組」をテーマにしている関係上、「スポーツ」「歌番組」「ドラマ」「クイズ・ゲーム」「バラエティ」「ヒーロー」に変更された。
- 1989年12月31日（日曜） 19:00 - 22:44に放送された年末特番『タケちゃんの笑って逃げきる大晦日』（出演：ビートたけし ほか）の中で番組の1コーナーとしてクイズグランプリの復刻版が行われている。そのときのコーナー司会は島田紳助と逸見政孝だった。
- 1991年5月14日の火曜ワイドスペシャルにて放送された『スターどっきり㊙報告』で、近藤真彦を番組定番「クイズ番組ドッキリ」（予めスタッフが騙しゲストに答えを教え、チャンピオンクイズで教えた答えとは違うクイズを出題する）で騙すにあたり、クイズグランプリを「クイズグランプリ91」として登場。司会役は小野ヤスシ（『どっきり』レポーター）と有賀さつき（当時フジテレビアナウンサー）、近藤以外の解答者役はせんだみつお・中村繁之・ダチョウ俱楽部、ディレクター役は夏木ゆたか（『どっきり』レポーター）。なおジャンルは左から「ノンセクション」「ギャル」「ギャンブル」「音楽」「スポーツ」となり、また「チャンスカード」は「ボーナスゲーム」と変えられた。
- 2006年5月28日（日曜） 22:00 - 22:55にBSフジ『TV☆Lab』で、クイズグランプリの復活版『クイズグランプリ2006』[5]が放送された。司会は石原良純と高島彩（当時フジテレビアナウンサー）で、フジテレビの当時の若手アナウンサー陣による大会だった。